# 金色擬麗魚
金色擬麗魚，為輻鰭魚綱鱸形目隆頭魚亞目慈鯛科的其中一種，分布於非洲Likoma島流域，體長可達8.7公分，棲息在沙石底質的水域，雄性體色藍色與黃色、雌性褐色，雄魚具有領域性，以浮游生物為食，可作為觀賞魚。

## 擴展閱讀
維基物種上的相關：金色擬麗魚